# Emil Hünten

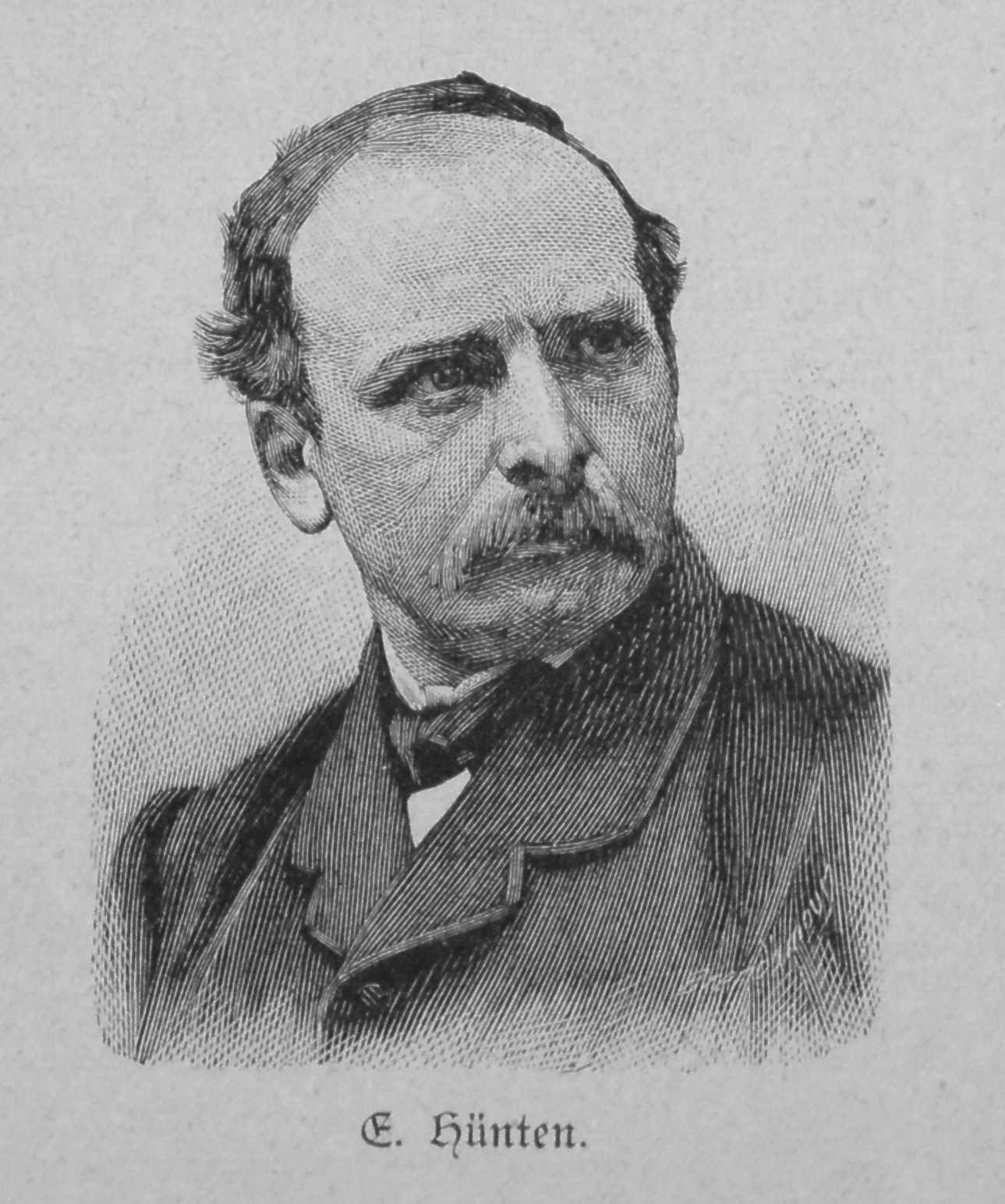
Emil Hünten, zeitgenössischer Holzschnitt von Richard Brend’amour

Johann Emil Hünten (* 19. Januar 1827 in Paris; † 1. Februar 1902 in Düsseldorf) war ein Maler, Zeichner und Illustrator der Düsseldorfer Schule. Sein Werk ist außerordentlich vielfältig; bekannt und zu Lebzeiten hoch geehrt wurde er vor allem durch seine historisierenden Darstellungen aus dem Leben Friedrichs des Großen und in der Ereignis- und Historienmalerei, die zu seinen Lebzeiten ihren Höhepunkt erreichte. Weitere wichtige Vertreter neben Hünten waren Adolph Menzel, Wilhelm Camphausen und Georg Bleibtreu. Er zählt zu den bedeutendsten deutschen Malern dieser Zeit.

## Leben

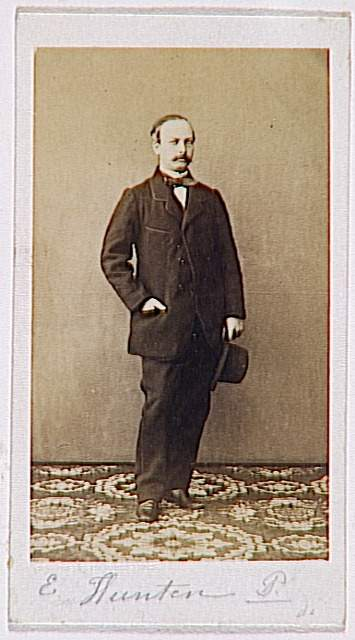
Hünten auf einem Foto von Arnold Overbeck, Sammlung des Musée d’Orsay

Naturalistische Tendenzen gab es in vielen europäischen Ländern, aber erst in Frankreich einwickelte sich der Realismus zur Bewegung. Hünten, Sohn des Pariser Klavierkomponisten François Hünten, begann seine künstlerischen Studien bei Hippolyte Flandrin und Horace Vernet an der Ecole des Beaux Arts in Paris und bildete sich 1849 in Antwerpen bei Gustave Wappers, Josephus Laurentius Dyckmans, Nicaise de Keyser und Hendrik Leys weiter aus.
Nachdem er bei der preußischen Artillerie in Koblenz seine ersten Pferdestudien nach der Natur gemacht hatte, ließ er sich 1854 in Düsseldorf nieder, wo er Schüler von Wilhelm Camphausen und Mitglied des Künstlervereins „Malkasten“ wurde. Hier betrieb er erneut Pferdestudien und malte er sein erstes großformatiges Bild Kürassiere aus der Zeit Friedrichs II., zum Angriff über eine Brücke sprengend. Mit dem Gemälde Schlacht bei Krefeld 1860 beendete Hünten seine Darstellungen historischer friderizianischer Szenen und wandte sich zeitgenössischen Motiven zu.
Dem Feldzug in Schleswig-Holstein 1864 wohnte er zuerst bei der österreichischen Brigade bei. Zu jenem Zeitpunkt befanden sich neben Hünten einzig die Maler Camphausen, Georg Bleibtreu und Louis Braun als Maler bei den kämpfenden Truppen, erst bei späteren Auseinandersetzungen kamen weitere Künstler hinzu. Hünten war selbst als preußischer Landwehrmann eingezogen und selbst in den Handlungen beteiligt. Auch während des Krieges von 1866 war er Landwehroffizier bei der Mainarmee 17. Regiment. 1870 bekam er vom Kronprinzen von Preußen den Roten Adlerorden verliehen, dieser lud ihn im selben Jahr ein, ihn als Maler auf seinen Feldzügen zu begleiten. Hünten wohnte dem Stab bei. In der Zeit des Deutsch-Französischen Krieges von 1870/71 besuchte er mehrmals die verschiedenen Heerlager und Schlachtfelder. Dadurch bekamen seine zahlreichen großen und kleinen Kriegsbilder eine außerordentliche Realitätsnähe. Auf den Ausstellungen von Berlin 1872 und Wien 1873 wurden Werke von Hünten mit Medaillen ausgezeichnet. 1878 wurde er Mitglied der Berliner Akademie, 1879 wurde er zum Professor berufen. Schüler von ihm waren beispielsweise der englische Militärmaler Ernest Crofts, der Tiermaler Ludwig Fay und der Historienmaler Moritz Blanckarts. Mitarbeiter von ihm waren die Maler Johann Peter Theodor Janssen, Georg Oeder und Wilhelm Simmler.
Emil Hünten arbeitete bis an sein Lebensende. Er erlag am 1. Februar 1902 einem Schlaganfall.

## Familie
Emil Hünten war Enkel des Komponisten Daniel Hünten und Sohn des Komponisten Franz Hünten, in dessen Pariser Zeit er geboren wurde. Emil Hünten heiratete am 13. Mai 1857 in Düsseldorf Emilie Coninx (* 11. Oktober 1835 in Düsseldorf; † 5. Juni 1917 in Düsseldorf), eine Tochter des Königlichen Justizrates und Notars Carl Coninx (1799–1867). Aus der Ehe gingen mehrere Kinder hervor, darunter der Maler Max Hünten (1869–1936).

## Werk und Bedeutung

### Bewertung
Hüntens Werke entstanden in einer Zeit, als die Fotografie noch keine Rolle spielte. Ihnen kam daher neben dem künstlerischen auch eine große dokumentarische Bedeutung zu. Sie stehen im Gegensatz zur gefühlsbetonten und idealisierenden Malerei der Romantik und wurde von Zeitgenossen als sachlich wahrgenommen. So schrieb die Zeitschrift für Bildende Kunst 1899, dass er und sein Zeitgenosse Christian Sell der Ältere sich in der „mehr auf schlichte Wiedergabe des Gegenständlichen begründeten Richtung bewegen“. In der Schlachten- und Jagdmalerei wurde etwa der Darstellung der Pferde eine große Bedeutung beigemessen. Insbesondere die Darstellung der Bewegung der Pferde galt als große Herausforderung. Beobachtungsgabe, militärische Kenntnisse und Genauigkeit in der Darstellung machten Hünten, der in den 1850er Jahren den Ruf eines friderizianischen Historienmalers erworben hatte, zu einem führenden Schlachtenmaler seiner Zeit. Neben dem patriotischen Pathos in den meist großen Schlachtengemälden steht bei einigen Werken das Genrehafte der persönlichen Szene im Vordergrund. Bei diesen verarbeitete er detailliert eigene Beobachtungen und Erfahrungen. Pferde und deren Reiter sind allgemein ein zentrales Motiv im Werk von Emil Hünten und ein Beitrag zur Tiermalerei.
Seine Werke waren bei öffentlichen Auftraggebern und deren Kunstkommissionen ebenso begehrt wie bei wohlhabenden Bürgern. Ein Kunde von ihm war beispielsweise der Sektfabrikant und Kunstsammler Carl Wegeler (Deinhard).
1878 wandte sich Otto von Bismarck an Hünten mit der persönlichen Bitte erneut eine Szene aus der Schlacht bei Gravelotte zu malen. Dessen Söhne hatten dort gekämpft und waren verwundet worden. In diesem Gemälde ist Wilhelm von Bismarck in der Bildmitte neben dem Regimentskommandeur Oberst von Auerswald zu sehen und Herbert von Bismarck leicht versetzt im Hintergrund.
Als Kuriosität kann die Ausarbeitung von Die Aretierung der Kaiserin Éugenie durch preußische Soldaten gelten; das dargestellte Ereignis fand wohl nie statt. Es war möglicherweise eine Auftragsarbeit.

### Einfluss

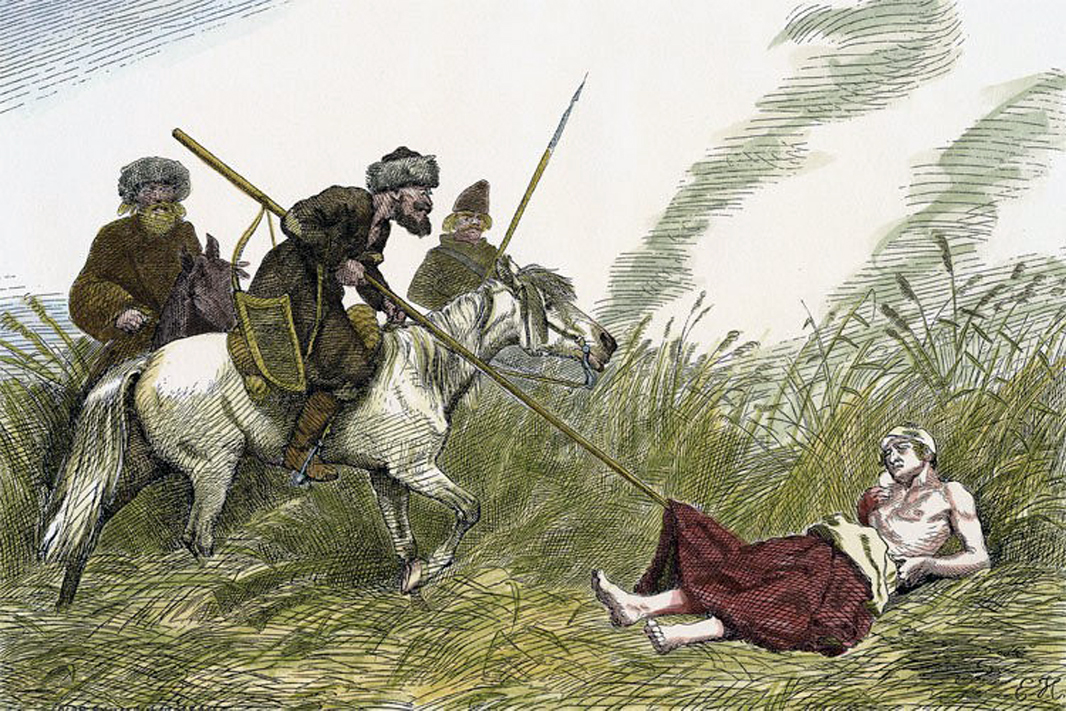
Ein Holzschnitt nach einem Werk von Hünten

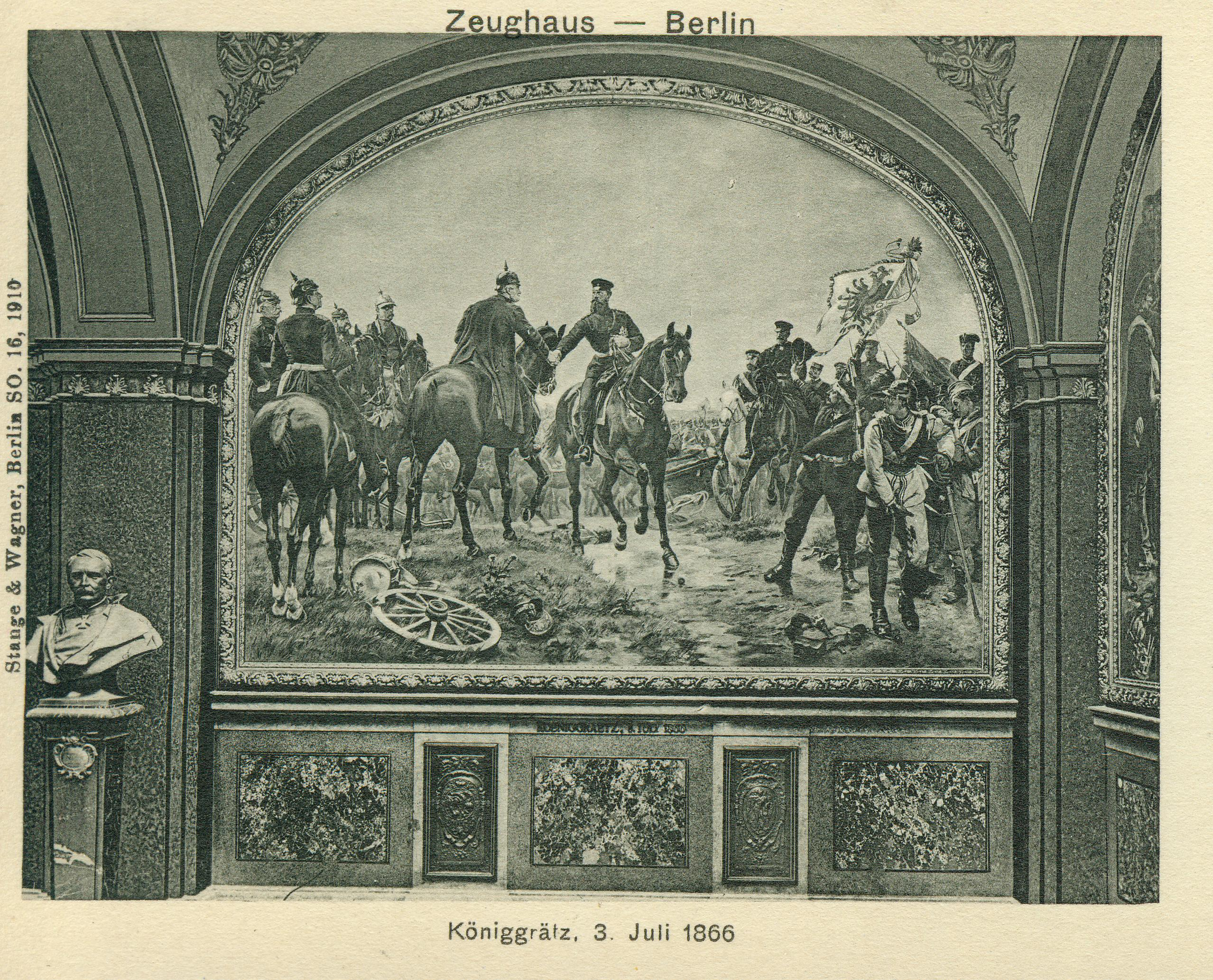
Wandbild der Berliner Ruhmeshalle auf einer Postkarte

Viele Autoren haben sich von Werken von Hünten inspirieren lassen oder diese als Informationsquelle herangezogen, sowohl in der Geschichtsschreibung als auch in der Literatur.
Am bekanntesten ist der Bezug in den Schriften von Theodor Fontane, der viele Gemälde von Hünten kannte. „Nach dem großen Hünten-’schen Panorama von St. Privat; – eine ganz brillante Leistung. Einzelnes wirkt erschütternd. Ich blieb über eine Stunde.“ notierte Fontane am 7. März 1881 in sein Tagebuch. Auch für seine Schilderung der Schlacht bei Zorndorf in seinen Wanderungen durch die Mark Brandenburg zog er das entsprechende Gemälde von Hünten heran. Er äußerte sich darüber wie folgt:

„Die Szenerie ist malerisch: ein tief einschneidender Bach mitten in einem Kornfeld, das, rechts und links hin leise ansteigend und überall mit rotem Mohn betupft, hüben und drüben zum Schauplatz wird für einen ungleichen Kampf. Links preußische Grenadiere, zum Teil durch Bäume gedeckt, rechts Kalmücken und Kirgisen, Steppenreiter in malerischem Kostüm, mit Bogen und Pfeil und dem wohlgefüllten Köcher auf dem Rücken. Das Bild gibt sich einfach als Genrestück, verrät aber zugleich ein Studium und eine Akkuratesse, wodurch es sich, wie von selbst, in eine höhere Gattung begibt.“

In der Malerei orientierte sich die Neue Sachlichkeit am Realismus. George Grosz besorgte sich zum Studium Abbildungen von Werken von Emil Hünten.
Seit ihrer Entstehungszeit fanden Werke von Hünten Verbreitung als Reproduktionen. Zu Lebzeiten von Hünten waren es Holz- und Stahlstiche, seit der Jahrhundertwende auch Kunstdrucke (etwa als Jahresgaben an Mitgliedern von Kunstvereinen). Heute werden viele Werke als Digitaldruck auf Leinwand angeboten.
Bei der Internationalen Musikfestwoche „Bergisches Musikfenster 2007“ wurden als Begleitprogramm zur musikalischen Veranstaltung (u. a. mit Werken von Franz Hünten) auch Kunstwerke von Emil Hünten gezeigt.

## Werke (Auswahl)

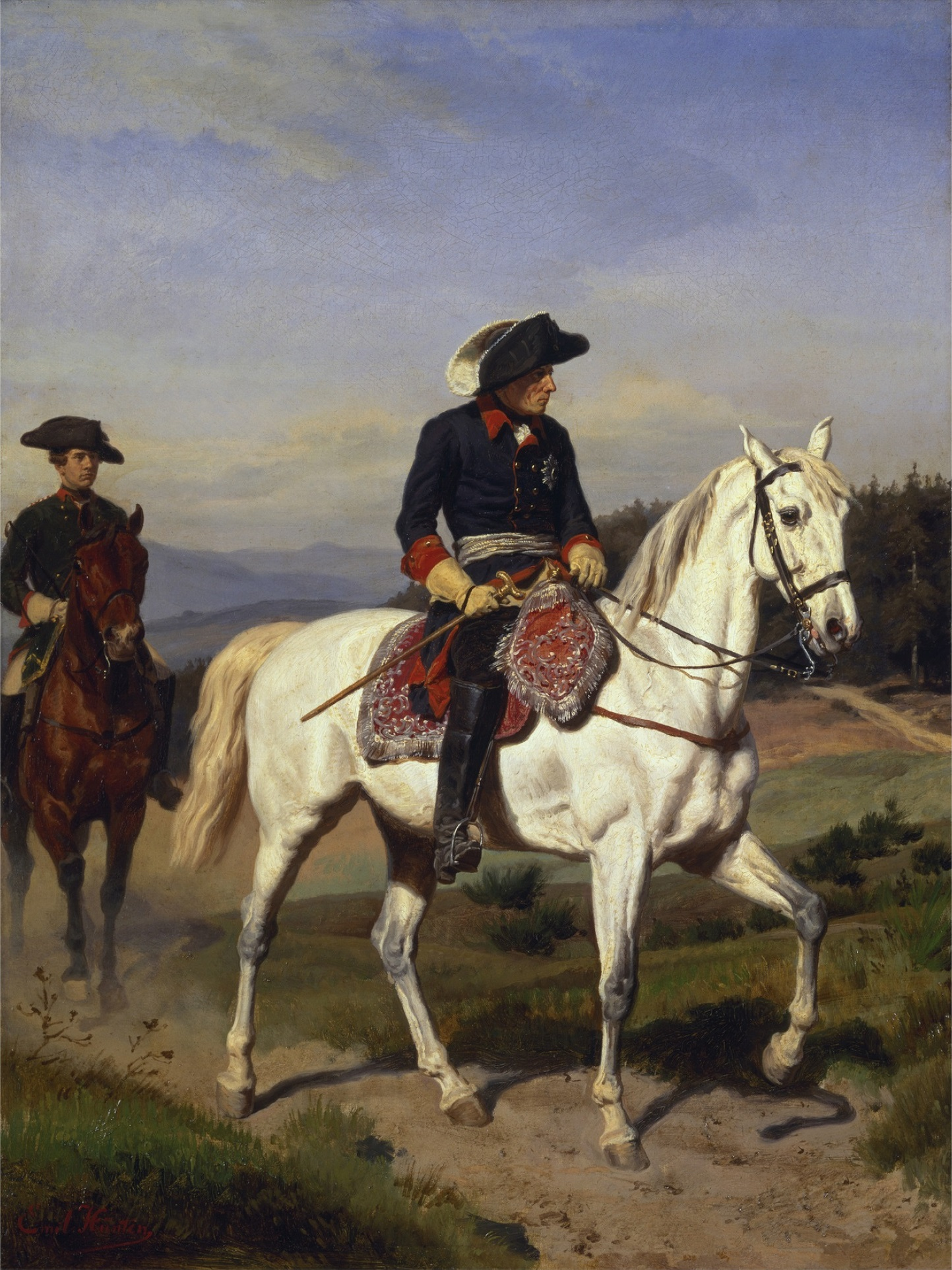
Friedrich der Große vor Schweidnitz, 1865

Französischer Meldereiter

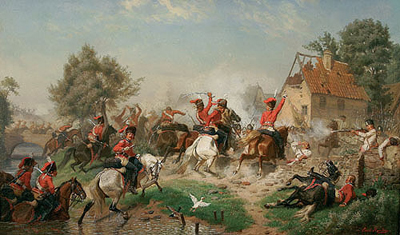
Reiterschlacht vor dem Dorf

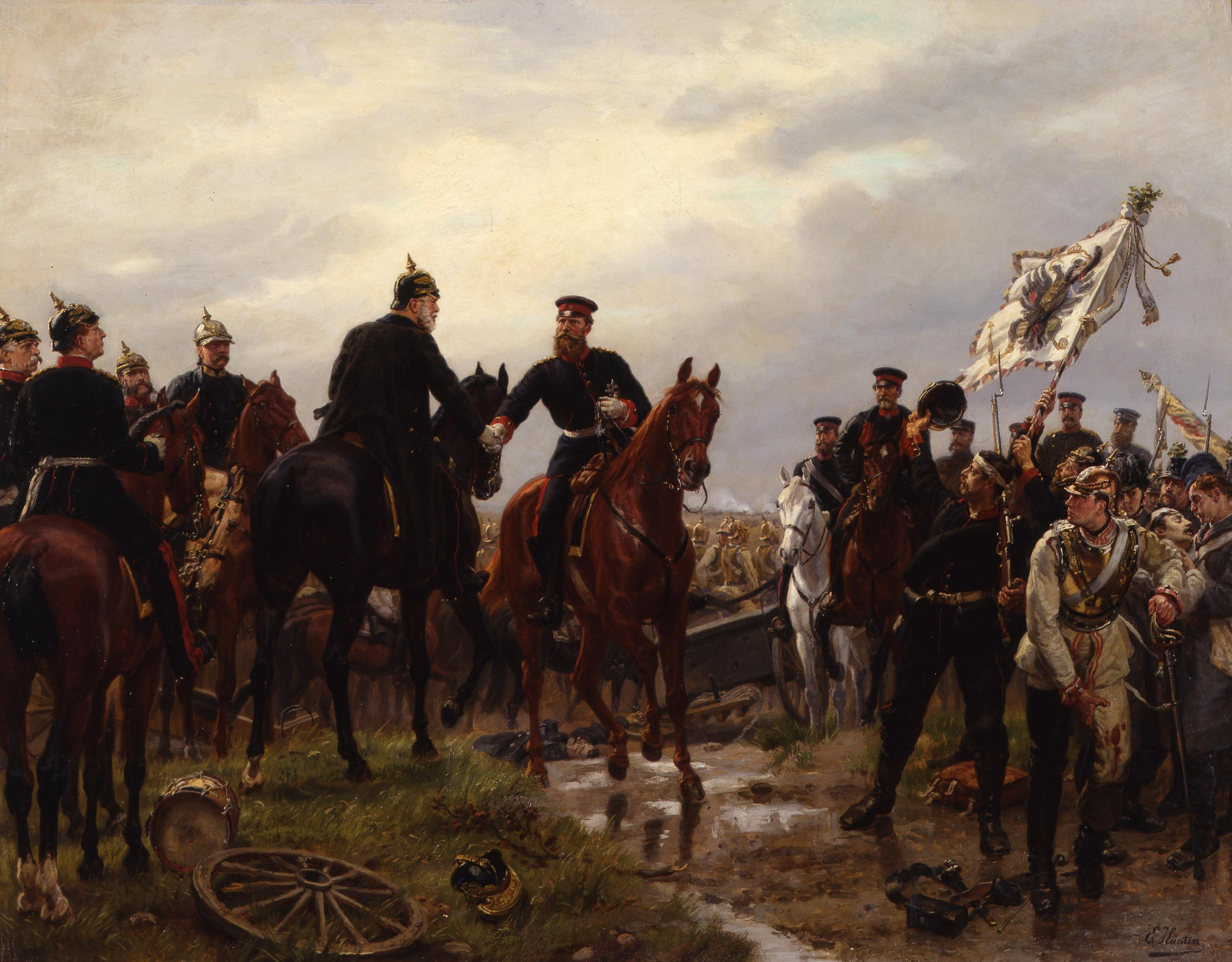
Die Schlacht bei Königgrätz

### Gemälde
Ausgestellt in Deutschland sind Werke von Hünten in der Kunsthalle zu Kiel, im Niedersächsischen Landesmuseum Hannover, im Deutschen Historischen Museum Berlin, im Museum Kunstpalast Düsseldorf, im Museum für Kommunikation Frankfurt und im Bismarck-Museum in Friedrichsruh. Eine Auswahl bekannter Werke (und deren Standorte soweit öffentlich und bekannt):
- Gefecht bei Katholisch-Hennersdorf (1855), Gefecht bei Reichenbach (1856), Schlacht bei Zorndorf (1858) und andere Szenen aus dem Siebenjährigen Krieg,
- Zieten und sein Lehrer der österr. General von Baronay, 1857
- Schlacht bei Krefeld (Gemälde), 1860 (seit 1864 in der Kunsthalle zu Kiel)
- Reiterschlacht, 1860
- Reiterschlacht, 1861
- Gefecht zwischen preussischer Infanterie und Kosaken in der Schlacht bei Zorndorf 1758, 1862 (aus der Sammlung des Oberstleutnants Ferdinand Goetz, Frankfurt/M.)
- Blücher/ Marschall Vorwärts, 1863 (in der Kunsthalle zu Kiel)
- General von Nostitz bei Översee und der österreichische Parlamentär am 5. Febr. 1864, 1864
- Die Erstürmung der Düppeler Schanzen Nr. 4 und 6 (zwei Bilder für den deutschen Kronprinzen), 1864
- Seydlitzsche Offiziere auf Patrouille (1864 auf Akademie-Ausstellung in Berlin gezeigt, danach im Schloss Königsberg, seit 1945 verschollen, evtl. zerstört)
- Friedrich der Große vor Schweidnitz, 1865
- The soldier’s pursuit, 1865
- Schlacht bei Königgrätz (Gemälde), 1866 (als Geschenk des Kaisers für die Ruhmeshalle des Berliner Zeughauses, heute im Deutschen Historischen Museum)
- Der Spion /Die Durchsuchung, 1867
- Patrouillengefecht bei Thorstedt (aus dem Besitz des Grafen von Galen), (Anm.: Torstedt)
- Rekognoszierungsritt des Majors von Unger bei Sadowa, 1868
- Der Kronprinz und die Garde bei Königgrätz
- Das 1. Garde-Dragonerregiment bei Mars-la-Tour (aus dem Besitz des Prinzen Reuß)
- Begegnung mit Prinz Friedrich Carl von Preußen, 1870
- Feldpost, 1870 (erste Fassung, in der Sammlung der Museumsstiftung Post und Telekommunikation)
- Hessische Division bei St.-Privat, 1870 (für den Großherzog von Hessen, als Stahlstich im Hessischen Staatsarchiv Darmstadt[23])
- Infanterist und Zuave, 44 × 38 cm, sign. „Emil Hünten 72“ (versteigert in Hamburg 1930)[24]
- Französischer Meldereiter / Galoppierender Meldereiter, 1872
- Feldpost, 1873 (zweite Fassung)
- Kavallerieattacke im Deutsch-Französischen Krieg 1871, 1874
- Aus der Schlacht von Gravelotte. 1876 (erste Fassung, Stiftung Museum Kunstpalast Düsseldorf)
- Kampf mit französischer Reiterei bei Elsaßhausen /Szene aus der Schlacht bei Wörth, 1877 (aus dem Besitz der Kaiserin Augusta, danach in der Nationalgalerie, seit 1945 verschollen)[25]
- Chasseurs d’Afrique bei Sedan, 1879
- Die Bremer bei Loigny/Schlacht bei Loigny, 1879/1882 (einst in der Oberen Halle des Rathauses Bremen, heute als Leihgabe der Kunsthalle Bremen in der Militärgeschichtlichen Sammlung der Scharnhorstkaserne Bremen)
- Abmarsch des Großherzogs Ludwig IV. 1870 vor dem Heylschen Schlösschen, 1882 (ehem. Dalbergischer Besitz)
- Generalmajor Friedrich Wilhelm von Rauch meldet dem scheidenden General der Kavallerie Wilhelm Graf zu Stolberg-Wernigerode, 1882
- Zwei Parforce-Reiter im Galopp, 1883 (vor Hindernis auf einer Jagdstrecke)
- Zwei Parforce-Reiter, 1883 (ein Reiter davon auf einem Schimmel)
- The hunt (Mitarbeiter am Gemälde: Georg Oeder)
- Preussische Kavallerie beim Angriff, 1883 (oder 1884 als Szene des Deutsch-Dänischen Kriegs)Meldung der Düsseldorfer 14. Kavallerie-Brigade durch Generalmajor von Rauch an Wilhelm Graf zu Stolberg-Wernigerode (auf dem Schimmel) als scheidendem Kommandierenden General des VII. Armee-Korps in Münster
- Scharmützel, 1883

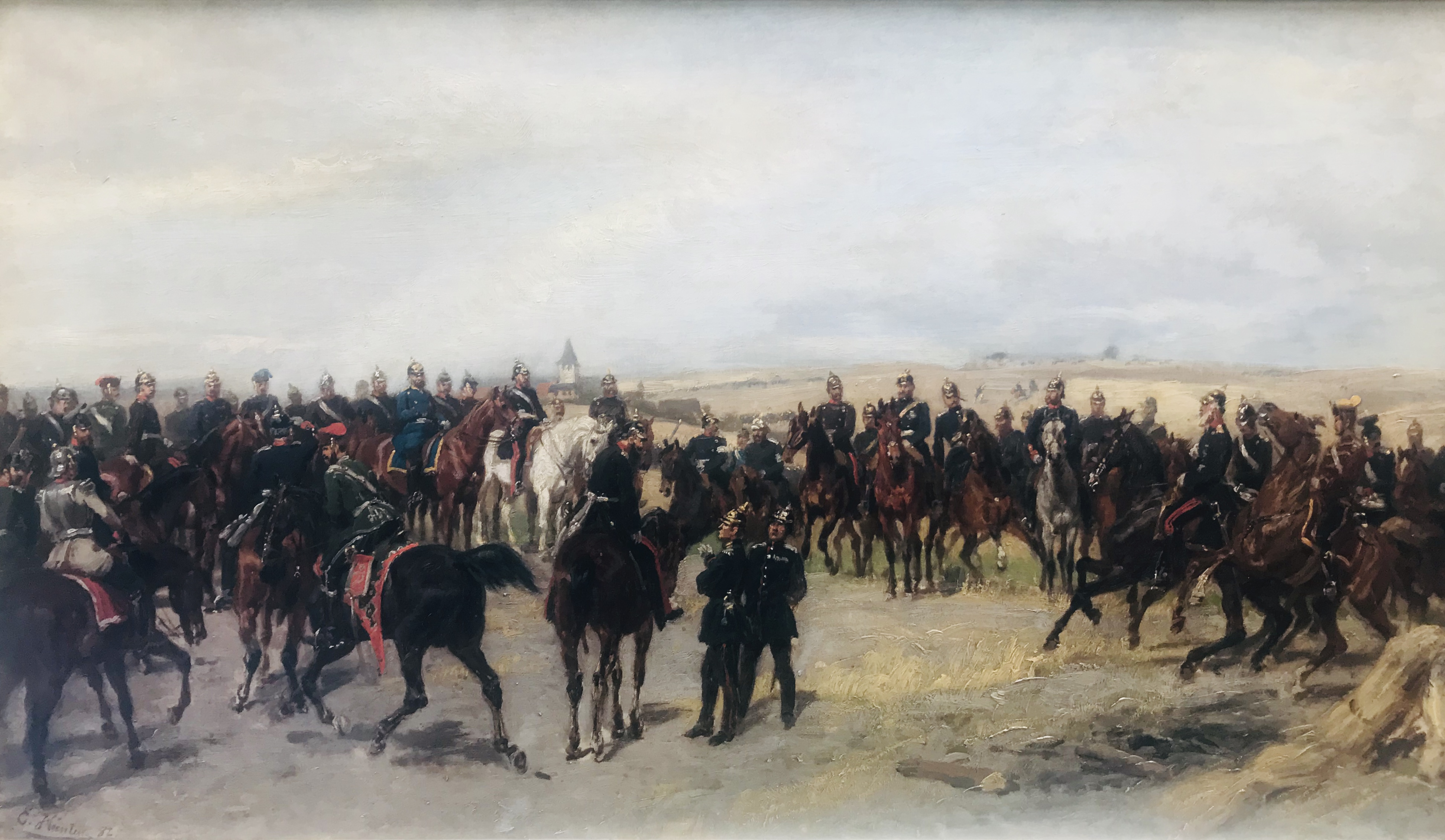
Meldung der Düsseldorfer 14. Kavallerie-Brigade durch Generalmajor von Rauch an Wilhelm Graf zu Stolberg-Wernigerode (auf dem Schimmel) als scheidendem Kommandierenden General des VII. Armee-Korps in Münster

- Prinz Wilhelm II / Besprechung preußischer Husaren und Dragoner vor der Schlacht, 1883
- Kaiser Wilhelm I zu Pferde, 1883
- Die Kaiserparade bei Lommersum / „Aus der Kaiserparade bei Lommersum“, 1885 (Geschenk des Kaisers an sein Offizierkorps)
- Attackierendes deutsches Husarenregiment im Krieg 1870/71, 1886
- Friedrich der Große, 1887 (im Festsaal der Gesellschaft Verein am Ostwall, Krefeld, 1943 zerstört).[26]
- Kaiser Wilhelm I. und Kronprinz Friedrich an der Spitze eines Regiments reitend (1888 gezeigt in Eduard Schultes Kunstsalon Düsseldorf und Berlin, Unter den Linden 4)
- Die 11. Husaren bei Vionville, 1891
- Reiterszene / preußische Reiter auf der Landstraße am Planwagen in regennasser Herbstlandschaft vorm Dorf, 1892
- Die 11. Husaren in der Schlacht bei Ligny 16. Juni 1815, 1893
- Gefecht bei Tobitschau 1866, 1894
- Prinz Friedrich Carl in den Tagen vor Orléans, 1895 (gezeigt auf der großen Berliner Kunstausstellung 1895)
- Preußische Soldaten zu Pferde
- Überfall im Wald
- Preußische Jäger und ein berittener Husar
- Erstürmung eines Berghanges durch preussische Infanterie
- Das Niederrheinische Füsilierregiment Nr. 39, Stadtmuseum Landeshauptstadt Düsseldorf

### Panoramabild
1881 malte Emil Hünten das große Panoramabild Sturm auf St. Privat. Dieses war zu jener Zeit eine beliebte Sehenswürdigkeit in Berlin und verschaffte ihm darüber hinaus mehrere öffentliche und private Aufträge. Obwohl in der Literatur reichlich zitiert, ist keine Abbildung erhalten. Hünten hat mit Die hessische Division in der Schlacht von St. Privat, dem Panoramabild sowie dem Gemälde für Otto von Bismarck, mindestens drei Mal Szenen aus der Schlacht bei Gravelotte gemalt.

### Zeichnungen
- Soldat im Sturmschritt und voller Montur
- Studie eines preußischen Husaren mit Pelzmütze
- Studie eines dänischen Soldaten (Aquarellzeichnung)
- Studie eines preußischen Soldaten, 1880
- Stehender Infanterist
- Sitzender Husar
- Bergsteiger und Adler (seit 1939 vermisst[27])

Einige Zeichnungen sowie ein Skizzenbuch befinden sich im Museum Kunstpalast in Düsseldorf. Zwei Briefe befinden sich im Stadtgeschichtlichen Museum Leipzig.

### Illustration
Auch als Illustrator hat sich Hünten bekannt gemacht, u. a. durch seine Zeichnungen zur Geschichte des Feldzugs der preußischen Mainarmee (Bielefeld 1867) und zu anderen Werken.